# Schlacht bei Mogiljow
Wilkomir – Grodno – Mir – Ekau – Riga – Mogiljow – Ostrowno – Kobrin – Kljastizy – Gorodeczno – Smolensk – Polozk I – Walutino – Borodino – Moschaisk – Tarutino – Malojaroslawez – Polozk II – Wjasma – Dorogobusch – Tschaschniki – Ljachowo – Smoljany – Kaidanow – Krasnoi – Borissow – Beresina
Die Schlacht bei Mogiljow (frz.: Moguilev), auch als Schlacht bei Saltanowka bezeichnet, fand am 23. Juli 1812 statt; sie war Teil des französischen Feldzuges in Russland.

## Vorgeschichte
Napoléon Bonaparte überquerte am 24. Juni 1812 bei Kowno die Memel und traf am 28. Juni in Vilnius ein, wo er von den Litauern mit offenen Armen empfangen wurde. Die russische Armee hatte sich zurückgezogen.
Während General Michael Andreas Barclay de Tolly mit 130.000 Männern die Route nach Sankt Petersburg deckte und dabei auf die Düna vorrückte, sicherte der General Pjotr Iwanowitsch Bagration mit der 2. Armee den Weg nach Moskau und stützte sich dabei auf den Dnepr.
Zwischen den beiden Flüssen liegt hügeliges Gelände, in dem die Wasserscheide zwischen der Ostsee und dem Schwarzen Meer verläuft. Hier liegt ein 80 Kilometer breiter Korridor zwischen Witebsk und Smolensk, durch den Napoleon seine Grande Armée, 640.000 Mann, 60.000 Pferde und 1200 Kanonen stark, in Richtung Moskau zu führen gedachte.
Am 7. Juli erhielt General Bagration in Bobruisk den Befehl, sich mit seinen Truppen links des Dnjepr in Bewegung zu setzen, um die Franzosen am Übergang zu hindern, oder sie zumindest vor Smolensk so lange aufzuhalten, bis General Barclay de Tolly mit Verstärkungen eintreffen würde.
Für die Grande Armée lag die einzig mögliche Übergangsstelle über den Dnjepr bei Mogiljow. Général Louis Nicolas Davout befand sich mit seiner Truppe nur 85 Kilometer vor der Stadt und erreichte diese nach einem Gewaltmarsch als Erster.

## Die Schlacht

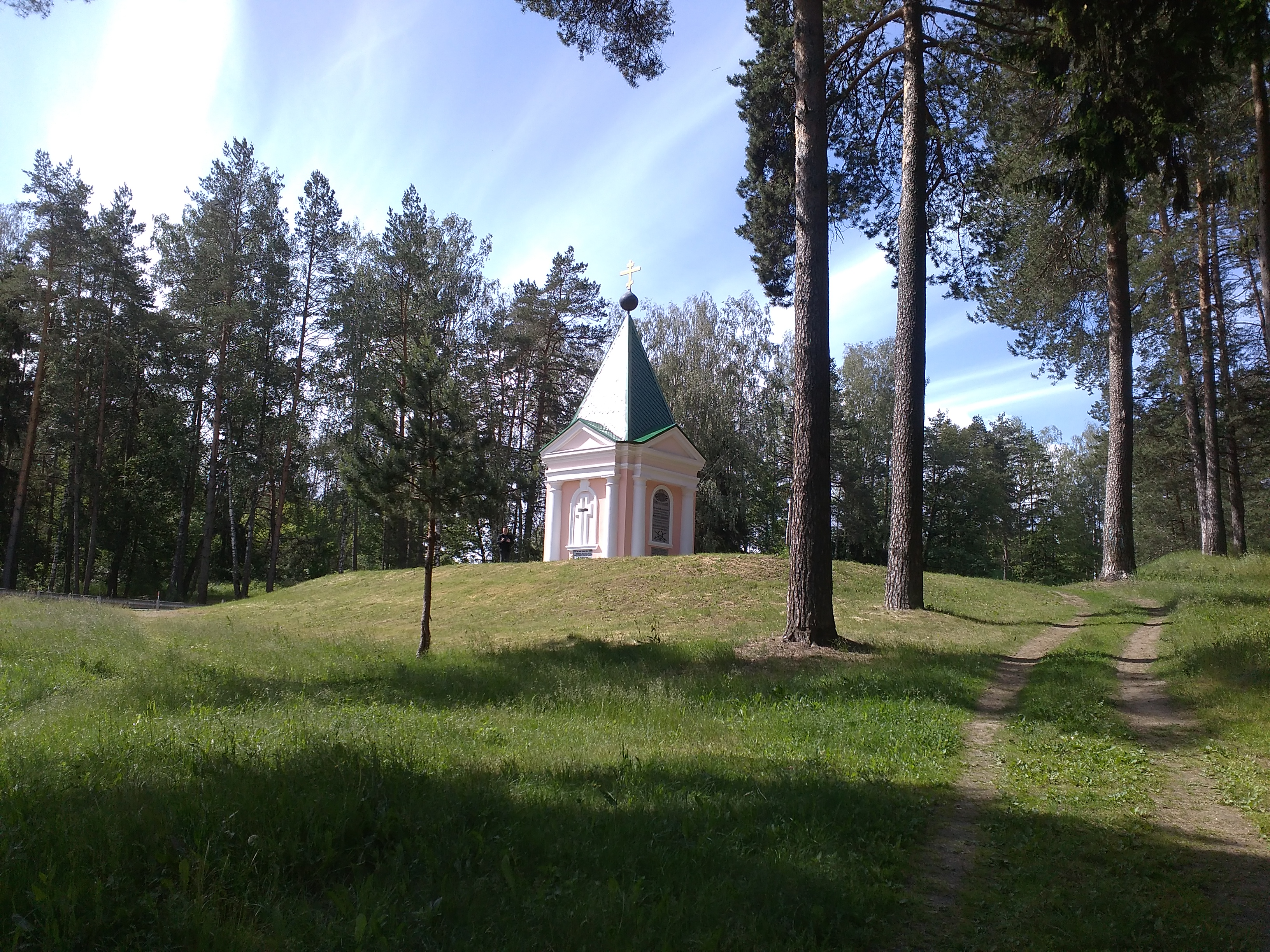
Memorial-Kapelle am Ort der Schlacht

Nachdem Bagration festgestellt hatte, dass sich Davout bereits in Mogiljow befand, entschloss er sich anzugreifen. Er wollte versuchen, die Franzosen über den Fluss zurückzudrängen oder sie zumindest am weiteren Vorgehen zu hindern, so dass Barclay de Tolly rechtzeitig hätte erscheinen können.
Bagration befahl dem näher an Mogiljow stehenden General Nikolai Nikolajewitsch Rajewski, mit seinem 20.000 Mann starken Verband das französische Korps von Général Davout aufzuhalten. Dieses war 28.000 Mann stark und bestand aus der Division Compans, der Division Dessaix und der Division Claparède sowie der Kavallerie der Generäle de Bordesoulle und de Thiembronne. Davout hatte von Napoleon die Order erhalten, den Feind nicht zu verfolgen, um seine eigenen Kräfte nicht zu zersplittern. General Rajewski kämpfte zehn Stunden an der Spitze seiner Angreifer, um sich dann in guter Ordnung auf die Feldbefestigungen von Saltanowka (südlich von Mogiljow) zurückzuziehen. Dieser Einsatz erlaubte es Bagration, seine 30.000 Mann starke Einheit an den Dnepr auf Nowy Bychow (heute: Novy Bykhaw) (südlich von Mogiljow) zurückzunehmen.
Die Russen verloren insgesamt 2.548 Mann, die Franzosen 4.134. Davout hingegen behauptete nur 1.000 Mann verloren zu haben, davon 100 aus dem 108e régiment d’infanterie de ligne als Gefangene.